# Patricia Quinn (Schauspielerin, 1944)
Patricia Quinn (* 28. Mai 1944 in Belfast) ist eine nordirische Schauspielerin und Sängerin.

## Leben und Wirken
Patricia Quinn spielte zu Beginn ihrer Karriere vorwiegend kleinere Rollen in britischen Komödien und Fernsehserien. International bekannt wurde sie durch ihre Rolle  als Magenta im Musical The Rocky Horror Show. Die berühmten Lippen im Intro des Musical-Films The Rocky Horror Picture Show sind die Lippen Quinns. Eine weitere bekannte Rolle hatte sie im Monty-Python-Film Der Sinn des Lebens als Mrs. Williams. 1963 heiratete sie den Schauspieler Don Hawkins. Aus dieser Ehe stammt der 1971 geborene Sohn Quinn Hawkins. Nach der Scheidung schloss Quinn im Januar 1995 ihre zweite Ehe mit dem Schauspieler Sir Robert Stephens. Lady Patricia wurde dadurch die Stiefmutter von Toby Stephens und Chris Larkin.

## Filmografie
- 1969: Parkin’s Patch (Fernsehserie, Folge 1x03 Dead or Alive?)
- 1971: Runter mit dem Keuschheitsgürtel (Up the Chastity Belt)
- 1972: Kommandosache nackter Po (Up the Front)
- 1972: The Alf Garnett Saga
- 1972: Van der Valk (Fernsehserie, Folge 1x02 Destroying Angel)
- 1972: Villains (Fernsehserie, Folge 1x12 Grass)
- 1972: ITV Saturday Night Theatre (Fernsehserie, Folge 5x04 Ted)
- 1972: The Fenn Street Gang (Fernsehserie, Folge 2x06 The Left Hand Path)
- 1973: Armchair Theatre (Fernsehserie, Folge 15x10 That Sinking Feeling)
- 1974: Shoulder to Shoulder (Fernsehserie, 6 Folgen)
- 1974: Adolf Hitler: My Part in His Downfall
- 1975: The Love School (Fernsehserie, 3 Folgen)
- 1975: The Rocky Horror Picture Show
- 1976: Well Anyway (Fernsehserie, Folge 1x03 All the Same)
- 1976: I, Claudius (Fernsehserie, 4 Folgen)
- 1976: Die Schöne und das Biest (Beauty and the Beast, Fernsehfilm)
- 1976: Sebastiane
- 1977: Leap in the Dark (Fernsehserie, Folge 3x05 Parlour Games)
- 1977: A Christmas Carol (Fernsehfilm)
- 1978: Die Profis (The Professionals, Fernsehserie, Folge 1x12 Look After Annie)
- 1978: ITV Sunday Night Drama (Fernsehserie, Folge 3x01 Clouds of Glory: William and Dorothy)
- 1979: Premiere (Fernsehserie, Folge 3x03 Deasey)
- 1980: Die unglaublichen Geschichten von Roald Dahl (Tales of the Unexpected, Fernsehserie, Folge 3x07 The Stinker)
- 1980: Fox (Fernsehserie, 2 Folgen)
- 1980: Gefrier–Schocker (Hammer House of Horror, Fernsehserie, Folge 1x01 Witching Time)
- 1980: Verrat in Belfast (The Outsider)
- 1980: Der Hüter des magischen Schwertes (Hawk the Slayer)
- 1981: Shock Treatment
- 1982: Minder (Fernsehserie, Folge 3x03 Rembrandt Doesn’t Live Here Anymore)
- 1983: Der Sinn des Lebens (The Meaning of Life)
- 1984: The Box of Delights (Fernsehserie, 4 Folgen)
- 1986: Lost Empires (Fernsehserie, 2 Folgen)
- 1987: Fortunes of War (Fernsehserie, 2 Folgen)
- 1987: Doctor Who (Fernsehserie, 2 Folgen)
- 1988: Jim Bergerac ermittelt (Bergerac, Fernsehserie, Folge 6x02 Crossed Swords)
- 1988: The Modern World: Ten Great Writers (Fernsehserie, Folge 1x01 James Joyce’s ’Ulysses’)
- 1991: The Bill (Fernsehserie, Folge 7x82 Downtime)
- 1993: The Countess Alice
- 1995: England, My England
- 2010: Your Number’s Up
- 2010: Immer Drama um Tamara (Tamara Drewe)
- 2011: Mary Horror
- 2012: The Lords of Salem